# Aconitum amplexicaule
Aconitum amplexicaule Lauener  är en ranunkelväxt, som beskrevs av Lucien André Lauener. Aconitum amplexicaule ingår i släktet stormhattar och familjen ranunkelväxter.
Inga underarter finns listade i Catalogue of Life.